# Lucien Dehoux
Lucien Dehoux (ur. w 1890 w Brukseli, zm. 16 listopada 1964 w Mentonie) – belgijski gimnastyk, medalista olimpijski.
W 1920 r. reprezentował barwy Belgii na letnich igrzyskach olimpijskich w Antwerpii, zdobywając brązowy medal w ćwiczeniach z przyrządem drużynowo. 